# Les Vipères
Les Vipères est un film muet français réalisé par Louis Feuillade et sorti en 1911. Il fait partie de la série La Vie telle qu'elle est.

## Fiche technique
- Réalisation : Louis Feuillade
- Société de production : Société des Établissements L. Gaumont
- Pays de production : France
- Format : Muet - Noir et blanc - 1,33:1 - 35 mm
- Métrage : 360 m
- Genre : Drame
- Date de sortie :
  - France : 1911

## Distribution
- Jean Aymé
- Renée Carl
- Marie Dorly
- Henri Duval
- Suzanne Grandais
- René Navarre
- Alice Tissot